# NGC 6027c
NGC 6027c est une petite galaxie spirale barrée située dans la constellation du Serpent à environ 195 millions d'années-lumière (60 Mpc) de la Voie lactée. Elle est en interaction étroite avec trois autres galaxies au sein du Sextette de Seyfert, un groupe de quatre galaxies en interaction projeté sur une cinquième. Cependant, bien qu'elle soit vue par la tranche, sa structure semble plutôt bien préservée, contrairement aux trois autres galaxies en interaction du groupe, qui sont fortement affectées par les effets de marée galactique.

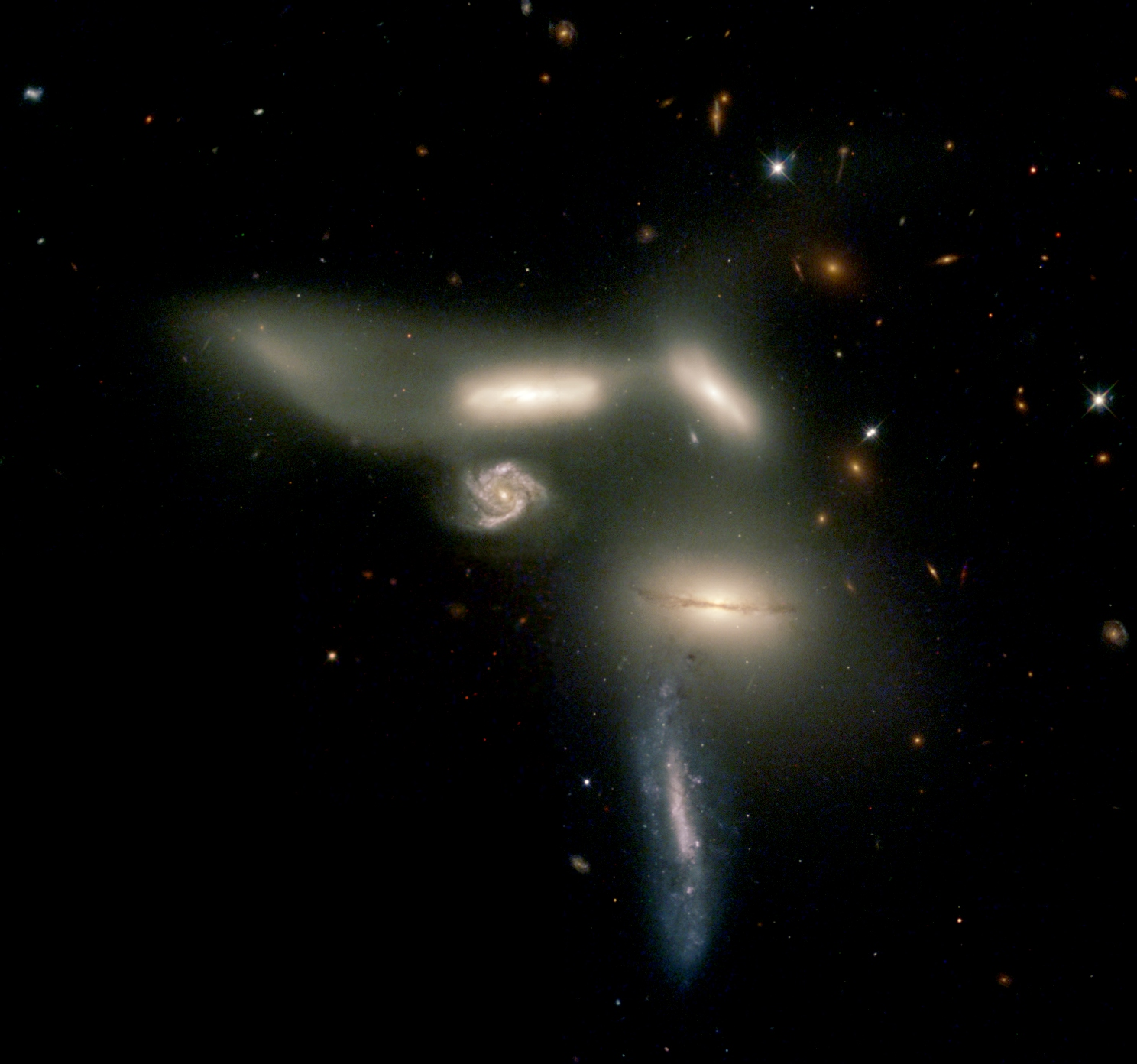
Le Sextette de Seyfert vu par le télescope spatial Hubble.